# Urophyllum reticulatum
Urophyllum reticulatum är en måreväxtart som beskrevs av Adolph Daniel Edward Elmer. Urophyllum reticulatum ingår i släktet Urophyllum och familjen måreväxter. Inga underarter finns listade i Catalogue of Life.